# L'Histoire de Lucrèce
L'Histoire de Lucrèce – ou encore La Mort de Lucrèce – est un tableau du peintre italien Filippino Lippi réalisé vers 1478-1480. Cette tempera sur bois représente plusieurs scènes consécutives au suicide de Lucrèce dans la Rome antique, avec à gauche la levée de son corps et au centre un attroupement public autour de celui-ci. Dominé par Lucius Junius Brutus, ce dernier a lieu devant une colonne couronnée par une statue de David nu elle-même érigée devant une arcade. L'œuvre est conservée dans la galerie Palatine, au palais Pitti, à Florence.